# Makary (Tielegin)
Makary, imię świeckie Pawieł Nikołajewicz Tielegin (ur. 16 sierpnia?/28 sierpnia 1876 w Letnikowie, zm. 26 maja 1922 w Moskwie) – rosyjski mnich prawosławny, święty nowomęczennik.

## Życiorys
Pochodził z rodziny chłopskiej. W młodym wieku zdecydował się na wstąpienie do monasteru, jednak do odłożenia tych zamiarów zmusił go wymóg odbycia służby wojskowej. Po służbie w latach 1898-1902 w 1905 wstąpił jako posłusznik do Monasteru Czudowskiego w Moskwie. W klasztorze wypełniał obowiązki chórzysty. 22 stycznia 1911 złożył wieczyste śluby mnisze z imieniem Makary. Następnie 1 lutego tego samego roku został wyświęcony na hierodiakona, zaś 6 września 1913 – na hieromnicha.
Po wybuchu I wojny światowej został skierowany do 400. szpitala polowego armii rosyjskiej w charakterze kapelana. Do klasztoru wrócił w październiku 1915. Po zamknięciu Monasteru Czudowskiego został kapelanem kaplicy św. Sergiusza z Radoneża na terenie rezydencji patriarchy moskiewskiego i całej Rusi Tichona. 
3 kwietnia 1922, w czasie akcji konfiskaty majątku ruchomego Rosyjskiego Kościoła Prawosławnego w kaplicy patriarszej pojawili się członkowie komisji ds. konfiskat. Z powodu ich prowokacyjnego zachowania hieromnich Makary nazwał ich grabieżcami; został z tego powodu aresztowany. Duchowny był następnie jednym z oskarżonych w procesie pięćdziesięciu czterech – pokazowym procesie, jaki odbył się w Moskwie na przełomie maja i czerwca 1922. Oskarżonymi byli duchowny i świeccy, którzy w czasie akcji konfiskaty kosztowności cerkiewnej czynnie się jej sprzeciwiali. W czasie śledztwa poprzedzającego proces hieromnich Makary nie przyznawał się do winy. Odpowiadając przed sądem potwierdził fakt określenia członków komisji jako grabieżców, gdyż jak stwierdził, jako duchowny cierpi, widząc wynoszenie utensyliów liturgicznych ze świątyń. Stwierdził również, iż jest z przekonania monarchistą.
Hieromnich Makary był jednym z 11 oskarżonych, którzy zostali skazani na karę śmierci, a następnie jednym z pięciu, w wypadku których Politbiuro partii bolszewickiej nie wystąpiło o złagodzenie wyroku. Od 5 do 26 maja 1922 duchowny przebywał w celi śmierci więzienia na Butyrkach. Następnie został rozstrzelany razem z grupą innych skazanych.
W 2000 kanonizowany jako święty nowomęczennik.